# Лекаджаие
Лекаджаие (груз. ლექაჯაიე) — село в Грузии, на территории Мартвильского муниципалитета края (мхаре) Самегрело-Верхняя Сванетия.

## География
Село находится в западной части Грузии, к востоку от реки Техури, на расстоянии приблизительно 6 километров (по прямой) к западу от города Мартвили, административного центра муниципалитета. Абсолютная высота — 184 метра над уровнем моря.

## Население
По результатам официальной переписи населения 2014 года в Лекаджаие проживало 422 человека (215 мужчин и 207 женщин). В национальной структуре населения грузины составляли 100 %.
| Год  | Население, человек |
| ---- | ------------------ |
| 2002 | 585                |
| 2014 | ↘ 422              |